# Praga (Varsóvia)

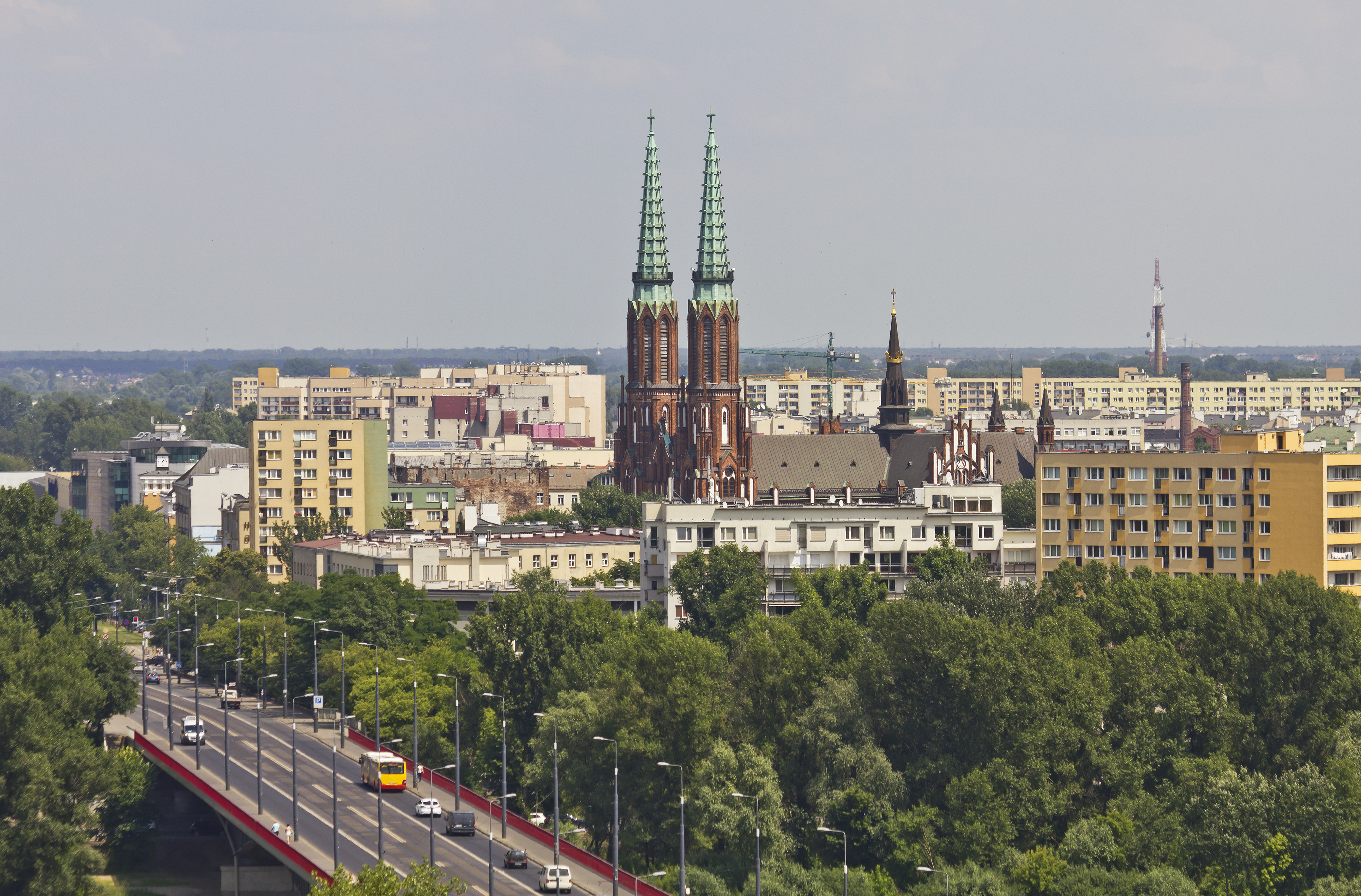
Vista da torre da Igreja de Santa Ana na Praça do Castelo, na Cidade Velha (Stare Miasto) em Varsóvia (Polônia). Igreja de São Floriano.

Praga é um burgo histórico da Varsóvia, a capital da Polônia. Ela está localizada no lado ocidental do rio Vístula. Foi primeiramente mencionado em 1432, até que em 1791 ele foi separado em dois burgos com seus carácteres particulares de cidade.